# 高瀬橋
高瀬橋（たかせばし）は、吉野川に架かる徳島県道15号徳島吉野線の潜水橋。南岸は徳島県名西郡石井町藍畑。北岸は同県板野郡上板町高瀬。

## 沿革
- 1954年（昭和29年） - 日本最長の潜水橋として完成。現在は四国最長。それまでは阿波志によると「高瀬渡し」が存在した。

## 橋の概要
- 橋長：522 m
- 有効幅員：4 m
- 完成：1970年（昭和45年）

## 周辺
- 徳島県道122号板野川島線 - 南詰で接続する道路。
- 徳島県道234号高瀬神宅線 - 北詰で接続する道路。